# Bistum Granada en Colombia
Das Bistum Granada en Colombia (lat.: Dioecesis Granadiensis in Columbia, span.: Diócesis de Granada) ist eine in Kolumbien gelegene römisch-katholische Diözese mit Sitz in Granada en Colombia.

## Geschichte
Papst Paul VI. gründete die Apostolische Präfektur Ariari am 16. Januar 1964 aus Gebietsabtretungen des Apostolischen Vikariat Villavicencio. Am 3. Oktober 1987 wurde sie zum Apostolischen Vikariat erhoben.
Mit der Apostolischen Konstitution Cum Vicariatus  wurde es am 29. Oktober 1999 zum Bistum erhoben, nahm seinen jetzigen Namen an und wurde dem Erzbistum Bogotá als Suffragandiözese unterstellt.
Am 3. Juli wurde 2004 wurde es Teil der Kirchenprovinz des Erzbistums Villavicencio.

## Ordinarien

### Apostolische Präfekte von Ariari
- Jesús María Coronado Caro SDB (16. Januar 1964 – 10. Februar 1973, dann Bischof von Girardot)
- Héctor Jaramillo Duque SDB (14. September 1973 – 3. August 1981, dann Bischof von Sincelejo)
- Luís Carlos Riveros Lavado SDB (5. März 1982 – 27. September 1986)

### Apostolischer Vikar von Ariari
- Héctor Julio López Hurtado SDB (15. Dezember 1987 – 29. Oktober 1999)

### Bischöfe von Granada en Colombia
- Héctor Julio López Hurtado SDB (29. Oktober 1999 – 15. Juni 2001, dann Bischof von Girardot)
- José Figueroa Gómez (8. August 2002 – 31. Mai 2025)
- Jorge Enrique Malpica Bejarano (seit 31. Mai 2025)